# Catedral basílica de San Venancio (Fabriano)
La Catedral Basílica de San Venancio o simplemente Catedral de Fabriano (en italiano: Basilica Cattedrale di S. Venanzio Martire) Es una catedral católica en Fabriano, Italia, dedicada a San Venancio (San Venanzio di Camerino). Es la sede del Obispo de Fabriano-Matelica.
La iglesia actual fue construida en el siglo XIV y reconstruida en 1607-1617 en una restauración barroca, incluyendo decoración de estuco y pinturas de Gregorio Preti, Salvator Rosa, Giovanni Francesco Guerrieri, Giuseppe Puglia y Orazio Gentileschi. El ábside pertenece a la catedral original del siglo XIV, al igual que el claustro y la capilla de San Lorenzo con frescos (C. 1360) de Allegretto di Nuzio. La iglesia también tiene frescos que representan la Historia de la Verdadera Cruz (1415) de Giovanni di Corraduccio.

## Véase también

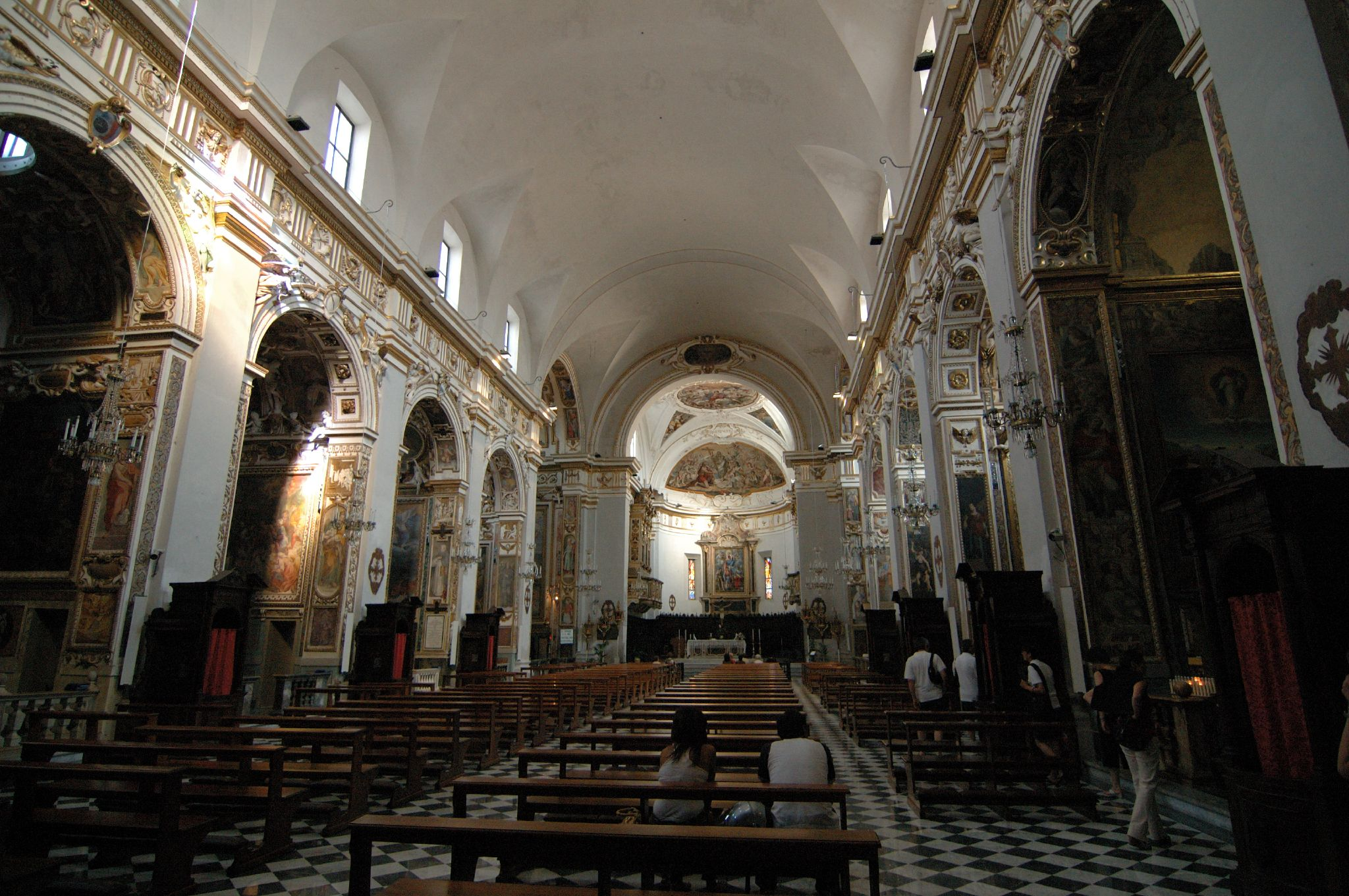
Vista interna